# The Dreadful Hours
The Dreadful Hours er et album af det britiske death/doom metal-band My Dying Bride, som blev udgivet i 2001 gennem Peaceville Records. Albummet indeholdt en genindspilning af "Return of the Beautiful" (omdøbt til "Return to the Beautiful") fra deres debutalbum As the Flower Withers. Dette var det første album med guitaristen Hamish Glencross, der har været et permanent medlem lige siden.

## Sporliste
1. "The Dreadful Hours" – 9:23
2. "Raven and the Rose" – 8:12
3. "Le Figlie Della Tempesta" – 10:08
4. "Black Heart Romance" – 5:23
5. "A Cruel Taste of Winter" – 7:36
6. "My Hope the Destroyer" – 6:44
7. "The Deepest of All Hearts" – 8:56
8. "Return to the Beautiful" – 14:23